# Religião na Indonésia
Religiões na Indonésia (2018).

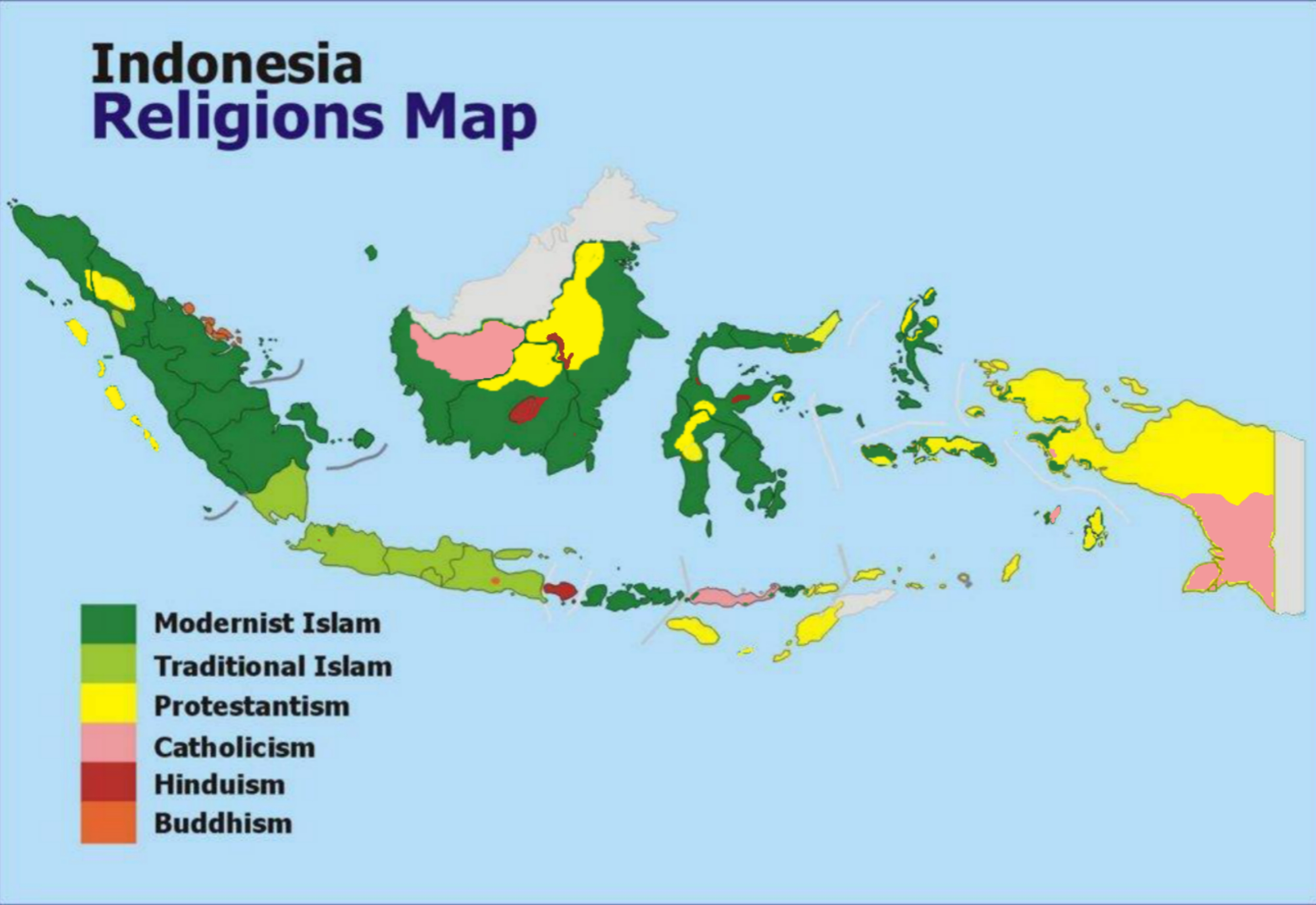
Religião principal em cada região da Indonésia

A Indonésia é oficialmente uma república com um compromisso feito entre as ideias de um estado secular e um estado islâmico. A Indonésia tem a maior população muçulmana do mundo e o primeiro princípio da base filosófica da Indonésia, Pancasila exige que seus cidadãos "acreditem no único Deus". Consequentemente, os ateus e agnósticos ateístas na Indonésia sofrem discriminação oficial no contexto de registro de nascimento e casamento e emissão de carteira de identidade. Além disso, a província de Achém cumpre oficialmente a lei Xaria e é conhecida por suas práticas discriminatórias em relação às minorias religiosas e sexuais. Existem também movimentos pró-Xaria e fundamentalistas em várias partes do país, com maioria esmagadora de muçulmanos.
Diversas religiões diferentes são praticadas no país, e sua influência coletiva na vida política, econômica e cultural do país é significativa. Apesar de garantir constitucionalmente a liberdade de religião, o governo reconhece apenas seis religiões oficiais: islamismo, cristianismo (o protestantismo, sob o rótulo de "Kristen" e o catolicismo romano são tratados separadamente), hinduísmo, budismo e confucionismo. De acordo com uma decisão de 2017 do Tribunal Constitucional da Indonésia, "os ramos/fluxos de crenças" (em indonésio: aliran kepercayaan) – religiões étnicas com novos movimentos religiosos – devem ser reconhecidos e incluídos em uma carteira de identidade indonésia (KTP). Com base em dados coletados pela Conferência Indonésia sobre Religião e Paz (ICRP), existem cerca de 245 religiões não oficiais na Indonésia.
A lei da Indonésia exige que seus cidadãos tenham uma KTP que os identifique com uma das seis religiões, mas elas podem ter essa seção em branco. A Indonésia não reconhece o agnosticismo, ateísmo ou a irreligião, e a blasfêmia é ilegal. Nas estatísticas governamentais indonésias de 2018, 86,7% dos indonésios se identificaram como muçulmanos (com sunitas cerca de 99%, xiitas cerca de 1% e ahmadis 0,2%), 7,6% cristãos protestantes, 3,12% cristãos católicos, 1,74% hindus, 0,77% budistas, 0,03% confucionistas e 0,04% outros.

## Religiões reconhecidas

### Islamismo

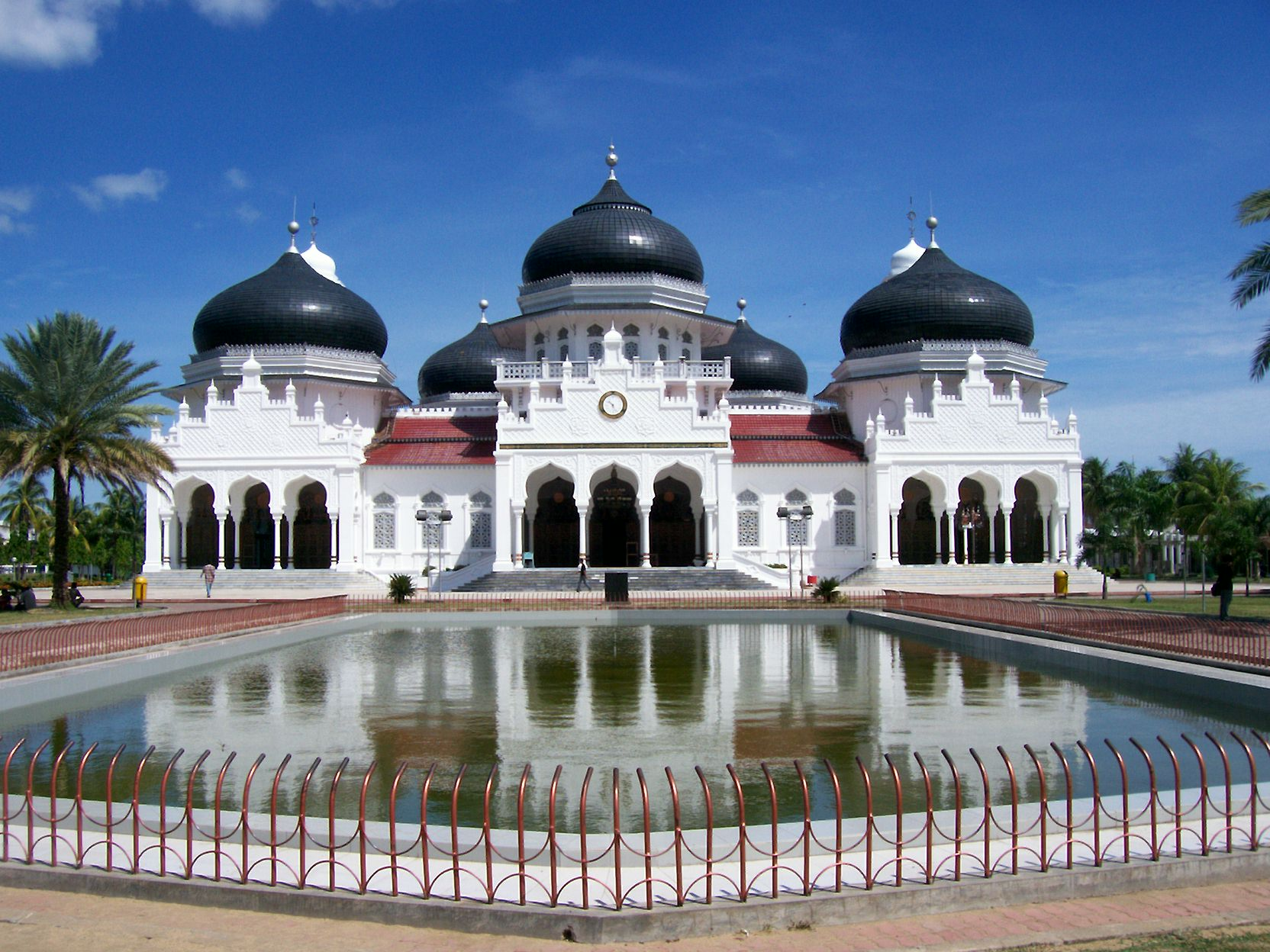
Grande Mesquita de Banda Achém na província de Achém

#### Sunismo
A história do Islã na Indonésia é complexa e reflete a diversidade das culturas indonésias. Há evidências de comerciantes árabes muçulmanos que entraram no arquipélago indonésio já no século VIII. O explorador veneziano, Marco Polo é creditado com o primeiro registrado conhecido de uma comunidade muçulmana por volta de 1297 d.C., a quem ele se referiu como uma nova comunidade de comerciantes mouros em Perlak, Achém. Ao longo dos séculos XV e XVI, a disseminação do Islã acelerou por meio do trabalho missionário de Maulana Malik Ibrahim (também conhecido como Sunan Gresik, originalmente de Samarcanda) em Sumatra e Java e do Almirante Zheng He (também conhecido como Cheng Ho, da China) no norte de Java, bem como campanhas lideradas por sultões que visavam reinos hindu-budistas e várias comunidades, com cada um tentando esculpir uma região ou ilha para o seu próprio controle. Quatro sultanatos diversos e contenciosos emergiram no norte e no sul de Sumatra, no oeste e centro de Java e no sul de Calimantã. Os sultões declararam o Islã como religião oficial e iniciaram uma guerra uns contra os outros, bem como contra os hindus e outros infiéis não muçulmanos.

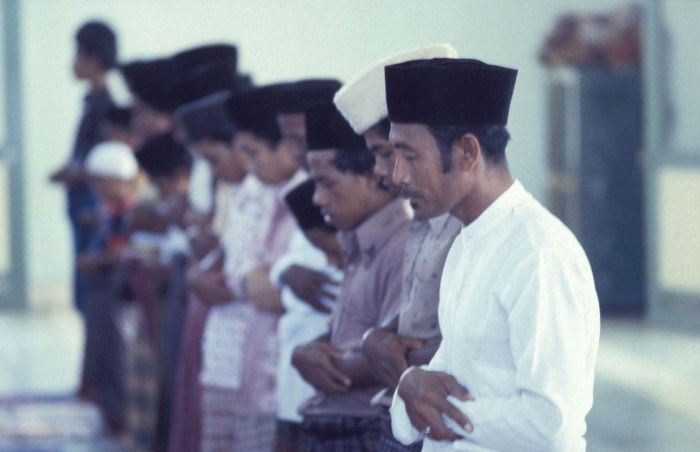
indonésios muçulmanos usando songkok e sarongue durante uma salá

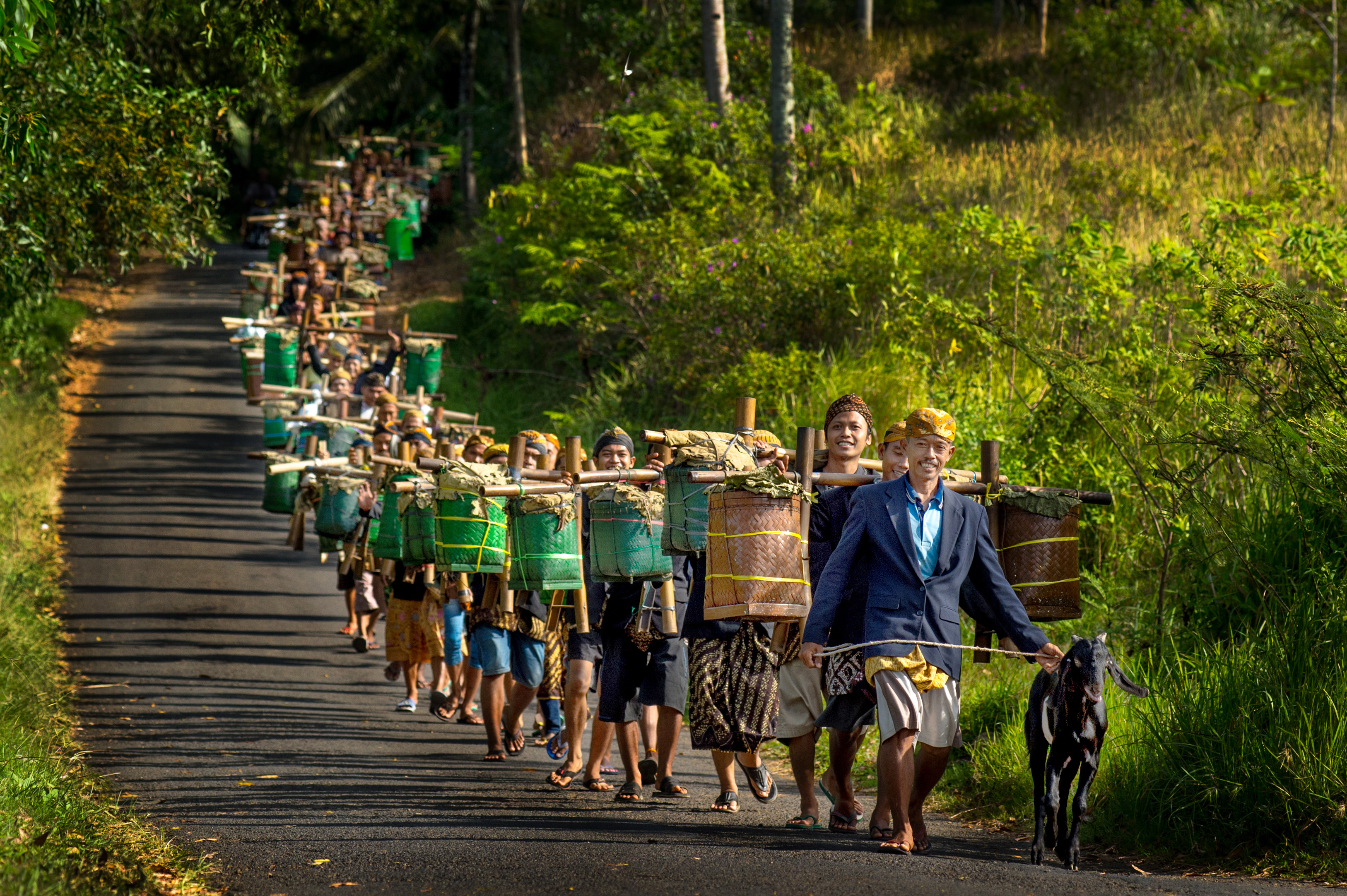
Perlon Unggahan - um ritual de slametan para ancestrais de muçulmanos javaneses em Pekuncen, Banyumas, na última sexta-feira antes do Ramadã

Posteriormente, comunidades hindus, budistas, confucionistas, animistas e descrentes compraram a paz concordando em pagar o imposto de jizia a um governante muçulmano, enquanto outros começaram a adotar o Islã para escapar dos impostos. O islamismo na Indonésia é, em muitos casos, menos meticulosamente praticado em comparação com o islamismo no Oriente Médio. Em algumas regiões, as pessoas mantiveram e continuaram com suas antigas crenças. Eles adotaram uma versão sincrética do Islã, enquanto outros partiram e se concentraram como comunidades em ilhas que poderiam defender, por exemplo, os hindus do oeste de Java se mudaram para Bali e pequenas ilhas vizinhas. Enquanto esse período de conflito religioso e guerra entre os sultanatos se desenrolava, e novos centros de poder tentavam consolidar as regiões sob seu controle, chegaram as potências europeias. O arquipélago logo foi dominado pelo Império Colonial Holandês, o que ajudou a prevenir conflitos interreligiosos, e lentamente começou o processo de escavação, preservação e compreensão do antigo período hindu e budista do arquipélago, particularmente em Java e nas ilhas ocidentais.
A grande maioria dos muçulmanos indonésios (cerca de 99%) pratica o islamismo sunita da escola xafeíta. Números menores seguem outras escolas (madhhab), e o movimento salafista. As principais divisões do Islã na Indonésia são o tradicionalismo e o modernismo. Ambos são apoiados pelos dois maiores grupos islâmicos da sociedade civil da Indonésia, Nahdlatul Ulama e Muhammadiyah, respectivamente. As ordens do sufismo são consideradas essenciais.

#### Xiismo
O islamismo xiita desempenhou um papel importante no período inicial de disseminação do islamismo no norte de Sumatra e Java. Atualmente, existem cerca de 1–3 milhões de xiitas duodecimanos nas ilhas Sumatra, Java, Madura e Celebes, e também xiitas ismaelistas em Bali, o que se aproxima de mais de 1% da população muçulmana total. Os xiitas constituem um segmento dos indonésios árabes e do povo hadhrami. A organização principal é "Ikatan Jamaah Ahlulbait Indonésia" (IJABI).

#### Ahmadismo
A história mais antiga dos muçulmanos ahmadi no arquipélago remonta ao verão de 1925, quando cerca de duas décadas antes da Revolução Indonésia, um missionário da comunidade, Rahmat Ali, pisou em Sumatra e estabeleceu o movimento com treze devotos em Tapaktuan, Achém. A comunidade teve uma história influente no desenvolvimento religioso da Indonésia, mas nos tempos modernos enfrenta crescente intolerância de estabelecimentos religiosos e hostilidades físicas de grupos muçulmanos radicais. Na organização ahmadi Jamaah Muslim Ahmadiyah Indonesia (JMAI), há uma estimativa de 400 000 seguidores, o que equivale a 0,2% da população muçulmana total, espalhados por 542 filiais em todo o país; em contraste com estimativas independentes, o Ministério de Assuntos Religiosos da Indonésia estima cerca de 80 000 membros. Um grupo separatista, o Movimento Lahore Ahmadiyya para a Propagação do Islã, conhecido como Gerakan Ahmadiyah-Lahore Indonésia (GAI) na Indonésia, existe em Java desde 1924 e tinha apenas 708 membros na década de 1980.

### Cristianismo
O governo reconhece oficialmente as duas principais divisões cristãs na Indonésia, o protestantismo e o catolicismo romano, como duas religiões distintas.

#### Protestantismo

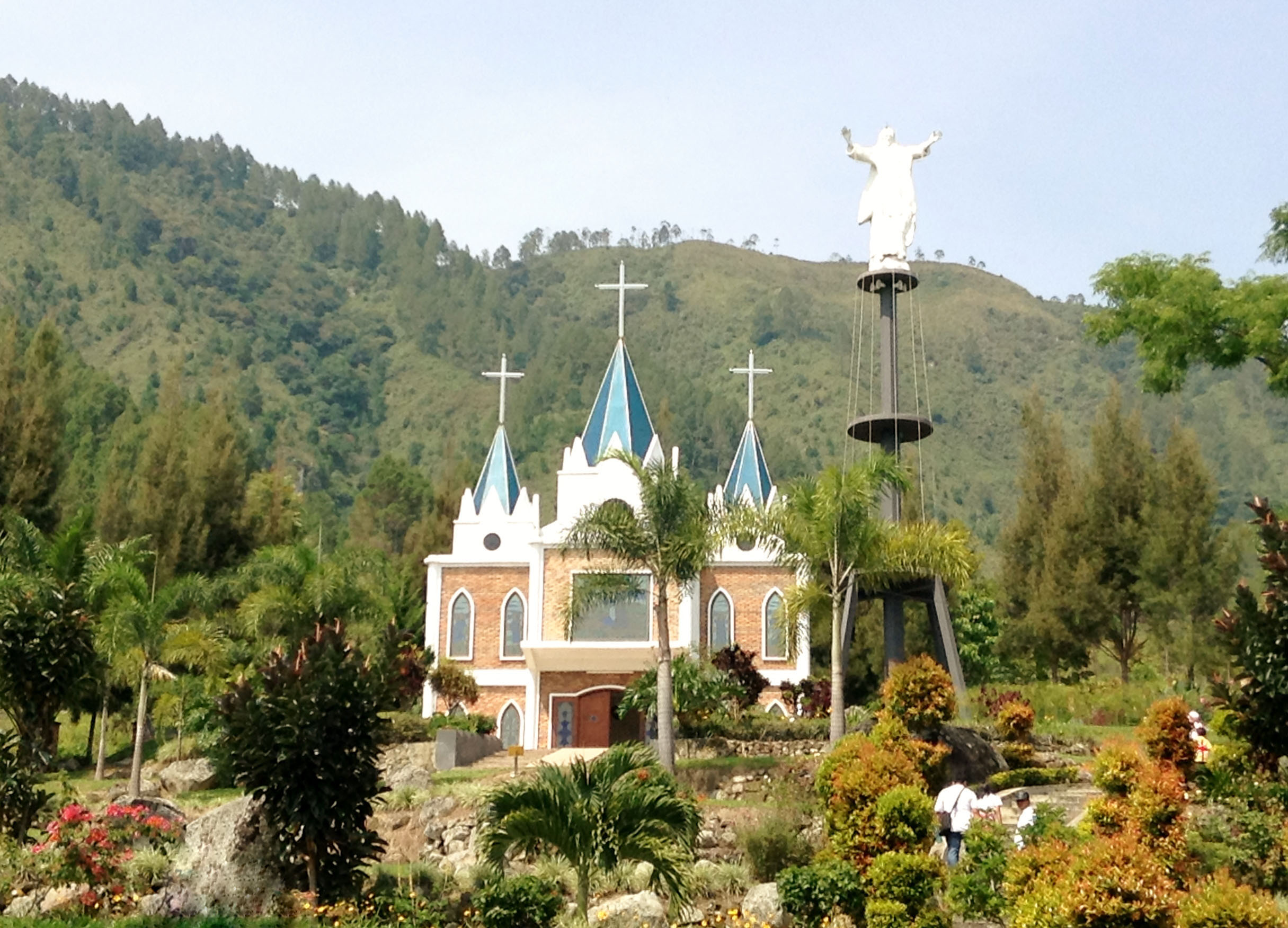
Igreja em Bukit Doa Getsemane Sanggam, Ambarita, Samosir, Sumatra do Norte

O protestantismo é principalmente o resultado dos esforços missionários reformados e luteranos neerlandeses durante o período colonial do país. A Igreja Reformada Neerlandesa esteve por muito tempo na vanguarda na introdução do cristianismo aos povos nativos e mais tarde foi unida por outras igrejas reformadas que se separaram dela durante o século XIX. A Companhia Holandesa das Índias Orientais regulamentou o trabalho missionário para que pudesse servir aos seus próprios interesses e restringiu-o à parte oriental do arquipélago indonésio. Embora esses dois ramos sejam os mais comuns, uma infinidade de outras denominações podem ser encontradas em outras partes da Indonésia.
Os protestantes constituem uma minoria significativa em algumas partes do país. Estatisticamente, 7,6% da população total se declarou protestante em um censo de 2018. Dezessete por cento da população em Celebes são protestantes, particularmente na regência de Tana Toraja na província de Celebes do Sul e Celebes Central. Além disso, até 65% dos torajanos étnicos são protestantes. O povo batak do norte de Sumatra também é um dos principais grupos protestantes da Indonésia, compreendendo cerca de 65% de toda a população étnica. O cristianismo foi trazido pelo missionário luterano alemão Ludwig Ingwer Nommensen que é conhecido como o apóstolo do povo batak e deu início à Igreja Cristã Protestante Batak (Huria Kristen Batak Protestan).
Os sino-indonésios também são uma parte significativa da população protestante, espalhados por toda a Indonésia, com a maioria concentrada nas principais áreas urbanas. Em 2000, aproximadamente 35% dos chineses étnicos eram cristãos, e há um aumento contínuo entre a geração mais jovem. Em algumas partes do país, aldeias inteiras pertencem a uma denominação distinta, como o adventismo, a Igreja Internacional do Evangelho Quadrangular, a Luterana, a Presbiteriana ou o Exército de Salvação (Bala Keselamatan) dependendo do sucesso da atividade missionária.
A Indonésia tem três províncias de maioria protestante, Papua Ocidental, Papua e Celebes do Norte, com 60%, 68% e 64% da população total, respectivamente. Na Papua, o protestantismo é mais amplamente praticado entre a população nativa da Papua. Em Celebes do Norte, a população minahasa concentrada em Manado se converteu ao cristianismo no século XIX. Hoje, a maioria da população nativa de Celebes do Norte pratica alguma forma de protestantismo, enquanto os transmigrantes de Java e Madura praticam o islamismo. Os adeptos do protestantismo vivem principalmente em Sumatra do Norte, Calimantã Ocidental, Calimantã Central, Celebes do Sul, Celebes Ocidental, Celebes Central, Celebes do Norte, Nusa Tenggara Oriental, Molucas Setentrionais, Molucas, Papua Ocidental e Papua.

#### Catolicismo

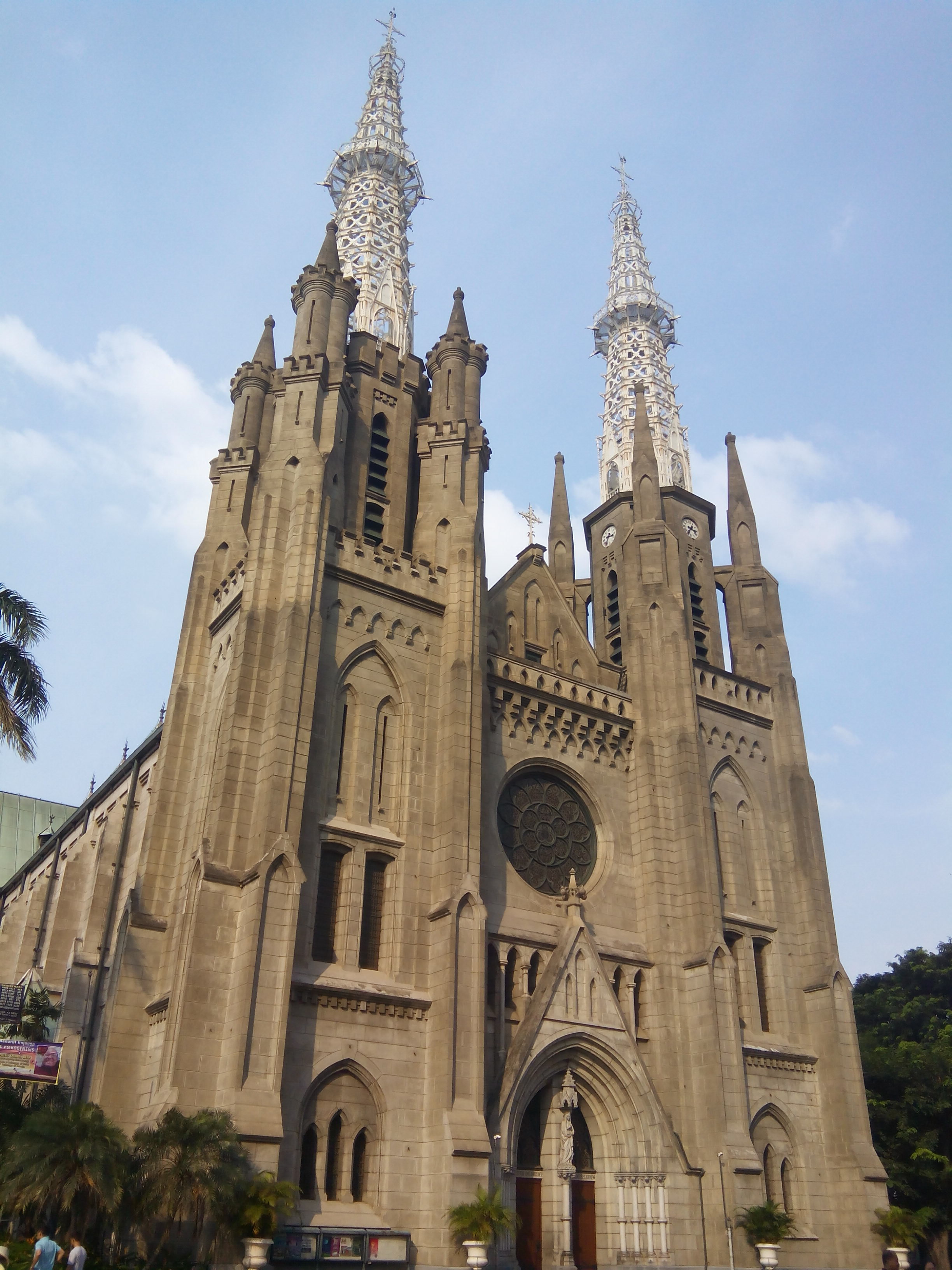
Catedral de Jacarta, residência do Arcebispo de Jacarta

O catolicismo chegou ao arquipélago durante a chegada dos portugueses com o comércio de especiarias nos séculos XIV e XV. Muitos portugueses tinham o objetivo de difundir o catolicismo romano, começando pelas Ilhas Molucas em 1534. Entre 1546 e 1547, o pioneiro missionário cristão, São Francisco Xavier, visitou as ilhas e batizou vários milhares de habitantes. Durante a era da Companhia Holandesa das Índias Orientais, o número de praticantes do catolicismo romano caiu significativamente, devido à política de banir a religião. A hostilidade dos neerlandeses em relação ao catolicismo se deve à história em que os neerlandeses protestantes conquistaram sua independência após a Guerra dos Oitenta Anos contra o domínio da Espanha católica. O resultado mais significativo ocorreu na ilha de Flores e no Timor-Leste, onde se concentrava a Companhia Holandesa. Além disso, os padres católico-romanos de Portugal foram enviados para as prisões ou punidos e substituídos por clérigos protestantes dos Países Baixos. Um padre católico-romano foi executado por celebrar uma missa na prisão durante o mandato de Jan Pieterszoon Coen como governador-geral das Índias Orientais Holandesas. Após o colapso da companhia e com a legalização do catolicismo nos Países Baixos começando por volta de 1800, o clero católico neerlandês predominou até depois da independência da Indonésia. Em Flores atual, a casa real de Larantuka formou o único reino católico nativo no sudeste da Ásia (o Reino de Larantuca) por volta do século XVI, com o primeiro rei chamado Lorenzo.
Além de Flores, Java Central também tem um número significativo de católicos. O catolicismo começou a se espalhar em Java Central quando Frans van Lith, um padre dos Países Baixos veio para Muntilan em 1896. Inicialmente, seu esforço não produziu um resultado satisfatório até 1904, quando quatro chefes javaneses da região de Kalibawang lhe pediram para dar-lhes educação religiosa. Em 15 de dezembro de 1904, um grupo de 178 javaneses foi batizado em Semagung, Muntilan, distrito de Magelang, Java Central, perto da fronteira de Joguejacarta.
Em 2018, 3,12% dos indonésios eram católicos, quase metade do número de protestantes em 7,6%. Os praticantes vivem principalmente em Calimantã Ocidental, Papua e Sonda Oriental. A província de Sonda Oriental, onde estão localizadas as ilhas de Flores e Timor-Oeste, é a única província da Indonésia onde os católicos são maioria (cerca de 54,14% da população total). Em Java, ao lado do javanês, o catolicismo também se espalhou para os sino-indonésios. Atualmente, as tradições católicas próximas aos dias da Páscoa permanecem, conhecidas localmente como Semana Santa. Envolve uma procissão carregando estátuas de Jesus e da Virgem Maria (conhecidas localmente como Tuan Ana e Tuan Ma, respectivamente) para uma praia local, depois para a Catedral da Rainha do Rosário, a Diocese Católica Romana de Larantuka, em Flores.

#### Ortodoxismo
O cristianismo oriental opera na Indonésia sob o rótulo de "Kristen" junto com os protestantes.
A Ortodoxia Oriental é representada pela Igreja Ortodoxa da Indonésia (Patriarcado de Moscou), que até 2019 fazia parte da Diocese Ortodoxa Russa de Sydney, na Austrália e na Nova Zelândia (Igreja Ortodoxa Russa Fora da Rússia), e então fica sob a liderança espiritual unificada da Diocese de Singapura (Igreja Ortodoxa Russa).
Além disso, existem comunidades da Ortodoxia Oriental, nomeadamente a Igreja Ortodoxa Siríaca (em indonésio: Kanisah Ortodoks Suriah) e a Igreja Ortodoxa Copta (em indonésio: Gereja Kristen Ortodoks Koptik di Indonésia).

### Hinduísmo

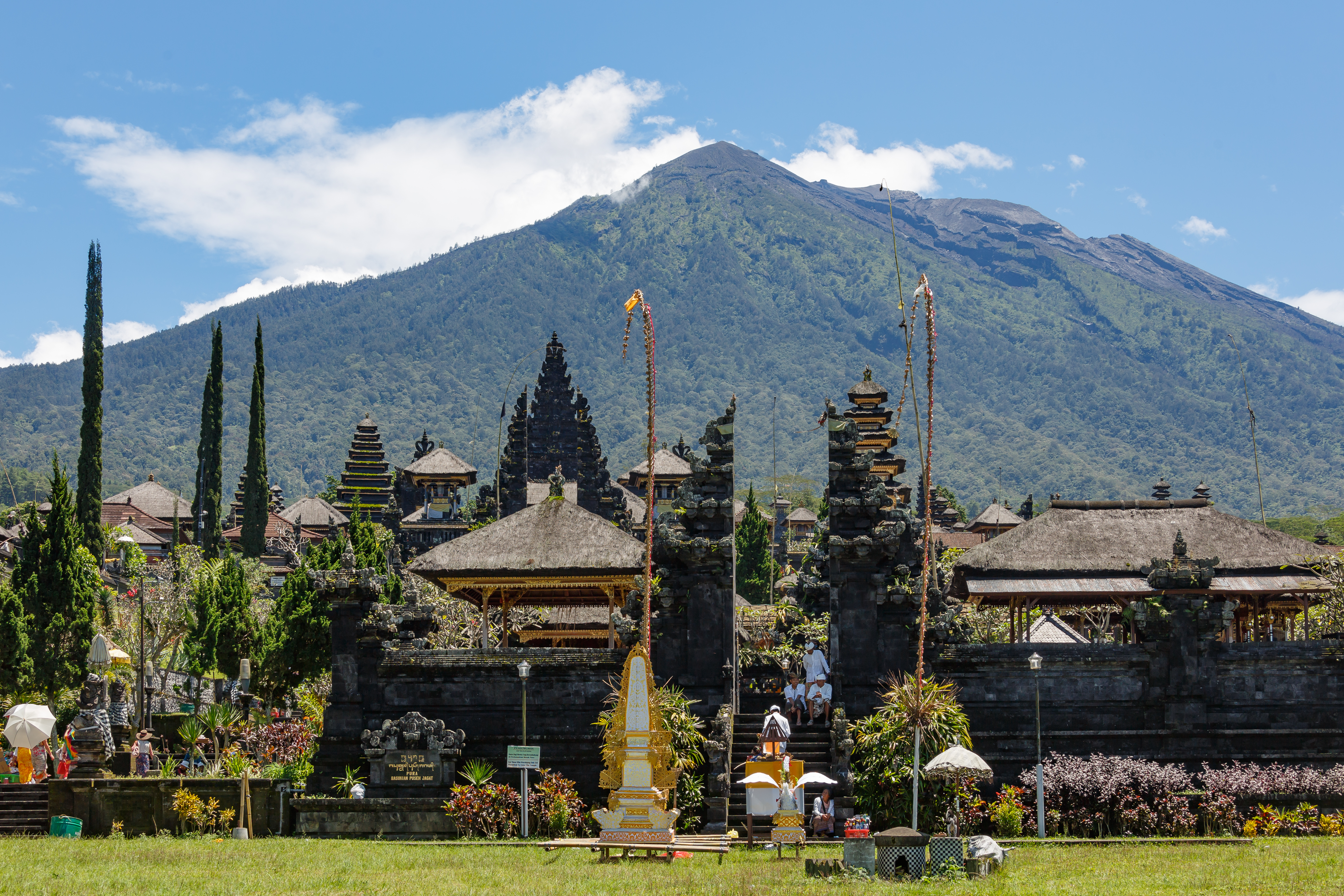
O Templo-Mãe de Besakih, nas encostas do Monte Agung, no leste de Bali, é o mais importante, o maior e mais sagrado templo dos hindus balineses

A cultura e a religião hindu chegaram ao arquipélago por volta do século II d.C., que mais tarde formou a base de vários reinos hindu-budistas, como Kutai, Medang e Majapahit. Por volta de 130, um reino sudanês chamado Salakanagara surgiu no oeste de Java. Foi o primeiro reino indianizado historicamente registrado no arquipélago, criado por um comerciante indiano após o casamento com uma princesa sudanesa local. O maior templo hindu da Indonésia, Prambanan, foi construído durante o Reino Majapahit pela dinastia Sanjaya. O reino existiu até o século XVI, quando os impérios islâmicos começaram a se desenvolver, período conhecido como período hindu-indonésio.
O hinduísmo na Indonésia assume um tom distinto de outras partes do mundo. O hinduísmo, conhecido como Agama Hindu Dharma na Indonésia, aplicava formalmente o sistema de castas. Ele também incorporou elementos austronésios nativos que reverenciavam os hyangs, divindades e espíritos da natureza e de ancestrais falecidos. Os épicos religiosos hindus, o Mahabharata e o Ramáiana, são expressos em fantoches e danças wayang indonésios. Todos os praticantes do Agama Hindu Dharma compartilham muitas crenças comuns, principalmente os Cinco Pontos da Filosofia, a Panca Srada. Isso inclui a crença em um Deus Todo-Poderoso (Brahman), a crença nas almas e na miríade de espíritos locais e ancestrais e no Carma ou a crença na lei das ações recíprocas, ao invés da crença em ciclos de renascimento e reencarnação. Além disso, a religião se concentra mais na arte e no ritual do que nas escrituras, leis e crenças. Em muitas áreas de Java, o hinduísmo e o islamismo influenciaram um ao outro, em parte resultando nas tradições Abangan e Kejawèn (Kebatinan).
De acordo com o censo de 2010, os hindus somavam 4 milhões (1,7% dos indonésios). O Parisada Hindu Dharma Indonesia contestou esse número, que estimou cerca de 18 milhões de hindus no país. A maioria dos hindus vive em Bali, Sumatra, Java, Lomboque, Calimantã e Celebes também têm populações hindus significativas; a maioria são balineses que migraram para essas áreas por meio do programa de transmigração patrocinado pelo governo ou balineses urbanizados atraídos para cidades em Java, especialmente a área da Grande Jacarta. Os indonésios tamil em Medã representam outra importante concentração de hindus.
Existem religiões indígenas que foram incorporadas ao hinduísmo (nem todos os seguidores concordam): Hindu Kaharingan do povo dayak; e o hinduísmo javanês da tribo tenggerese; hindu tolotang dos bugis; e Aluk Todolo de Toraja.
Existem também alguns movimentos internacionais de reforma hindu, incluindo a Sociedade Internacional para a Consciência de Krishna, a Organização Sathya Sai, a Missão Chinmaya, Brahma Kumaris, Ananda Marga, Sahaja Yoga e Haidakhandi Samaj.

### Budismo

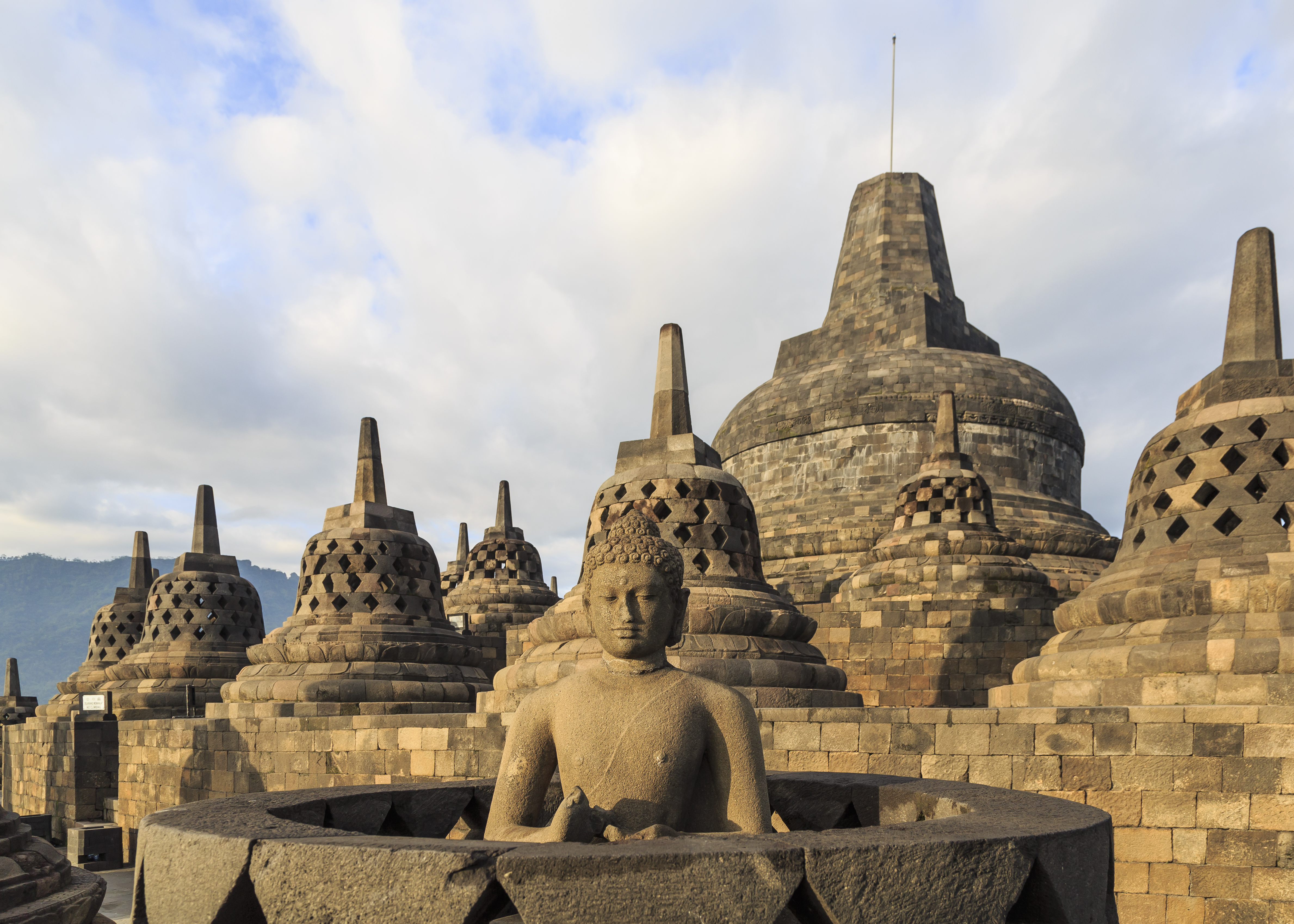
A estátua do Buda no templo Borobudur, Magelang, em Java Central

O budismo é a segunda religião mais antiga da Indonésia, surgindo por volta do século VI. A história do budismo na Indonésia está intimamente relacionada com a do hinduísmo, pois alguns impérios baseados na cultura budista foram estabelecidos por volta do mesmo período. O arquipélago indonésio testemunhou a ascensão e queda de poderosos impérios budistas como a dinastia Sailendra, Srivijaya e o Reino de Matarão. A chegada do budismo começou com atividades comerciais que começaram no início do primeiro século na Rota da Seda entre a Indonésia e a Índia. De acordo com algumas fontes chinesas, um monge chinês em sua viagem à Índia, testemunhou o poderoso império marítimo de Srivijaya com base em Sumatra. O império também serviu como um centro de aprendizagem budista na região. Alguns monumentos históricos podem ser encontrados na Indonésia, incluindo o Templo Borobudur em Joguejacarta e estátuas ou prasasti (inscrições) da história anterior dos impérios budistas.
Após a queda do presidente Sukarno em meados da década de 1960 e a política obrigatória de ter uma religião, o fundador da Perbuddhi (Organização dos Budistas da Indonésia), Bhikku Ashin Jinarakkhita, propôs que houvesse uma única divindade suprema, Sanghyang Adi Buda. Ele também contou com a história por trás da versão indonésia do budismo em antigos textos javaneses e a forma do Templo Borobudur.
De acordo com o censo de 2018, cerca de 0,8% dos indonésios eram budistas, o que significa cerca de 2 milhões de pessoas. A maioria dos budistas está concentrada em Jacarta, embora outras províncias como Riau, Sumatra do Norte e Calimantã Ocidental também tenham um número significativo de praticantes. No entanto, os números são provavelmente mais elevados, uma vez que os praticantes do confucionismo e do taoísmo, este último não considerado uma religião oficial, referiram-se a si próprios como budistas no censo. Hoje, a maioria dos budistas são sino-indonésios (indonésios de ascendência chinesa) e, em menor grau, entre javaneses e balineses. Entre os budistas indonésios, seguem as principais escolas budistas: Maaiana, Vajrayana e Teravada. A maioria dos indonésios chineses segue um fluxo sincrético com as crenças chinesas, como os Três Ensinamentos (Tridharma) e Yiguandao (Maytreya).

### Confucionismo

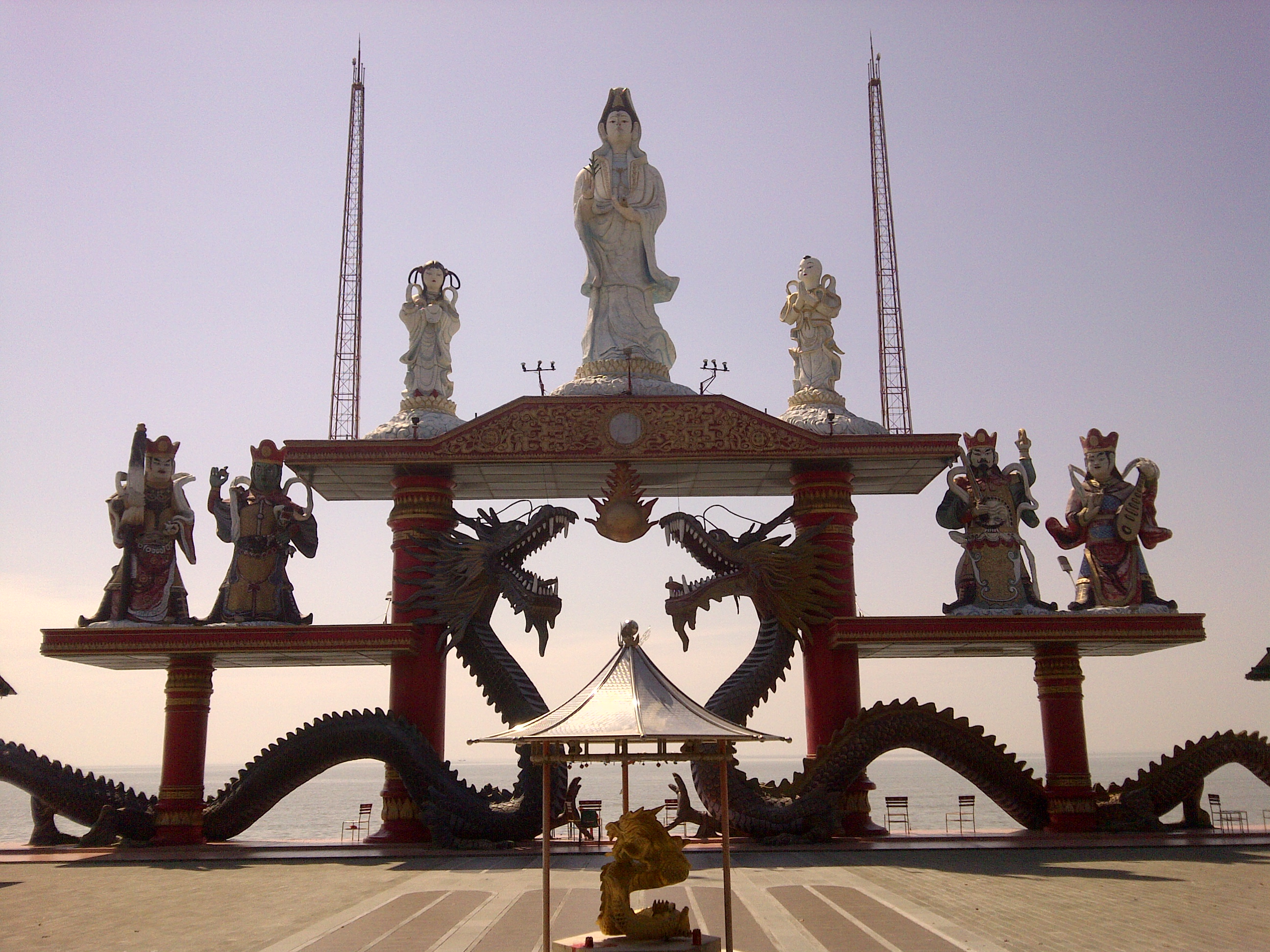
Um templo chinês de Sanggar Agung, em Surabaia, em Java Oriental

O confucionismo originou-se na China e foi trazido para a Indonésia por mercadores chineses já no século III d.C,. Ao contrário de outras religiões, o confucionismo evoluiu mais para práticas individuais soltas e crença no código de conduta, em vez de uma comunidade bem organizada com uma teologia sólida – mais semelhante a um modo de vida ou movimento social do que a uma religião. Foi só no início dos anos 1900 que os confucionistas formaram uma organização, chamada Khong Kauw Hwe (THHK) na Batávia.
Após a independência da Indonésia em 1945, o confucionismo foi afetado por vários conflitos políticos. Em 1965, Sukarno emitiu o Decreto Presidencial N.º 1/Pn.Ps/1965, reconhecendo que seis religiões são adotadas pelo povo indonésio, incluindo o confucionismo. Em 1961, a Associação de Khung Chiao Hui Indonésia (agora o Conselho Supremo para a Religião Confucionista na Indonésia) declarou que o confucionismo é uma religião e que Confúcio é seu profeta.
Durante a Nova Ordem, a política anti-China tornou-se um método semelhante a um bode expiatório para obter o apoio político das massas, especialmente após a queda do Partido Comunista da Indonésia, que teria sido apoiado pela China. Em 1967, Suharto emitiu a polêmica Instrução Presidencial N.º 14/1967, que efetivamente baniu a cultura chinesa, incluindo documentos impressos em chinês, expressões da crença chinesa, celebrações e festividades chinesas e até nomes chineses. No entanto, Suharto reconheceu que os indonésios de origem chinesa possuíam uma grande riqueza e poder, apesar de constituírem apenas 3% da população.
Em 1969, foi aprovado o Estatuto N.º 5/1969, restaurando o total oficial de seis religiões. No entanto, nem sempre foi colocado em prática. Em 1978, o Ministro do Interior emitiu uma diretiva afirmando que existem apenas cinco religiões, excluindo o confucionismo. Em 27 de janeiro de 1979, uma reunião do gabinete presidencial decidiu que o confucionismo não é uma religião. Outra diretiva do Ministro de Assuntos Internos em 1990 reiterou o total de cinco religiões oficiais na Indonésia. Portanto, o status do confucionismo durante o regime da Nova Ordem nunca foi claro. De jure, havia leis conflitantes, porque as leis superiores permitiam o confucionismo, mas as inferiores não o reconheciam. De facto, os confucionistas não foram reconhecidos pelo governo e foram forçados a se registrar em uma das cinco religiões oficiais originais para manter sua cidadania. Essa prática foi aplicada em muitos lugares, incluindo no cartão de registro nacional, registro de casamento e cartão de registro de família. A educação cívica na Indonésia ensinava aos alunos que existem apenas cinco religiões oficiais.
Após a queda de Suharto em 1998, Abdurrahman Wahid foi eleito o quarto presidente do país. Ele rescindiu a Instrução Presidencial de 1967 e a diretiva do Ministério de Assuntos Internos de 1978, e o confucionismo mais uma vez foi oficialmente reconhecido como religião na Indonésia. A cultura e as atividades chinesas foram novamente permitidas. No entanto, após a implementação das leis de Autonomia Regional, as províncias e regências foram autorizadas a controlar seus próprios procedimentos administrativos. Isso resultou em alguns distritos administrativos permitindo apenas cinco religiões na carteira de identidade indonésia (KTP), uma restrição que foi programada em bancos de dados de computador.

## Religiões indígenas

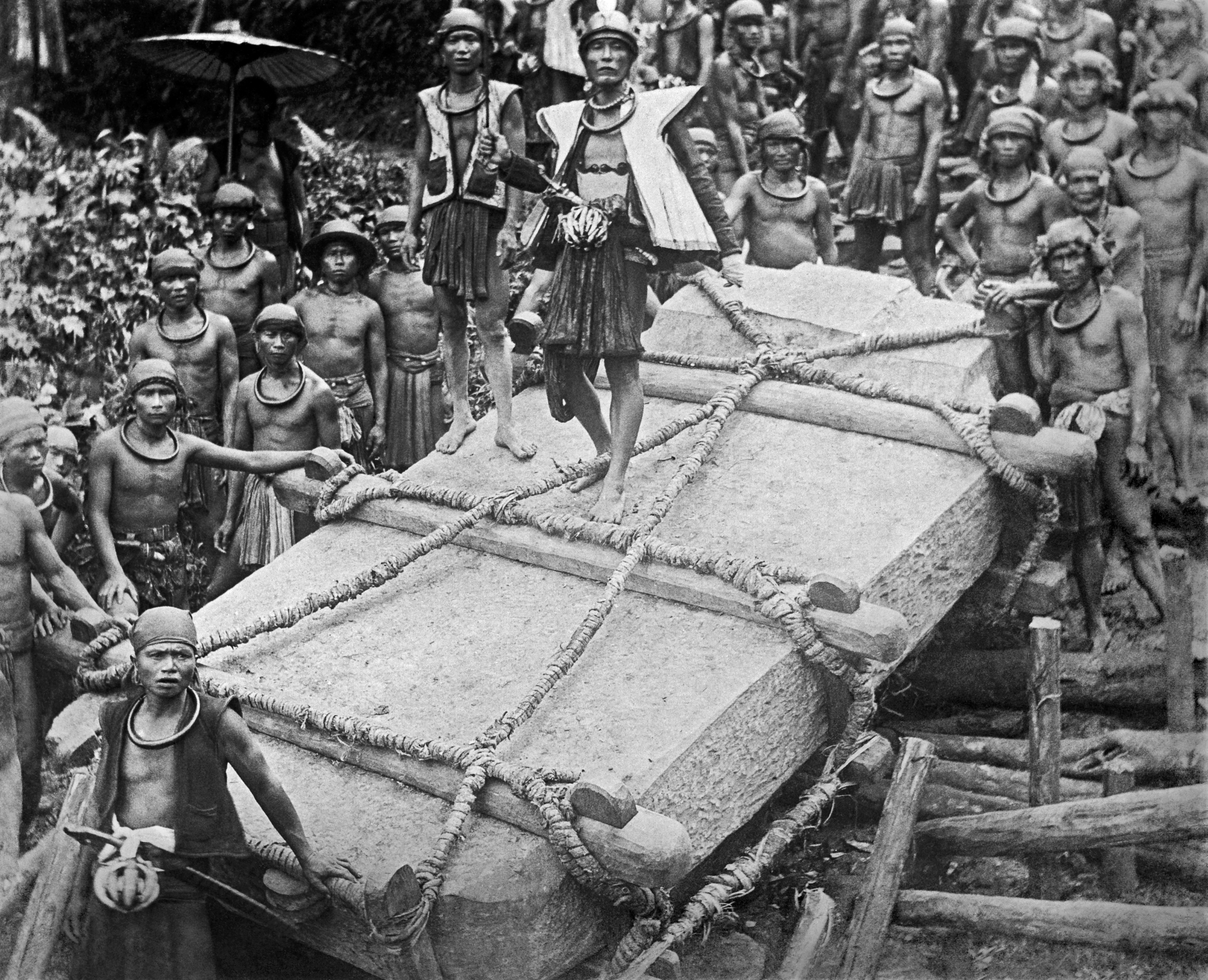
Membros da tribo nias movendo-se e erguendo um megálito

Uma série de religiões indígenas animistas/politeístas ancestrais (crenças étnicas austronésias e papuas) estão presentes, que eram dominantes em todo o arquipélago antes da chegada das religiões dármica e abraâmica. Algumas ainda existem em algumas partes da Indonésia como puras ou sincréticas. Eles incluem: parmalim, tolotang, kaharingan, kaharingan, kejawèn, pemena, naurus, arat sabulungan, tonaas walian, fanömba adu, adat, masade, wetu telu, jingi tiu, marapu, sunda wiwitan, adat nusi, aluk todolo e outras.
O número não oficial de crentes étnicos chega a 20 milhões. O governo muitas vezes vê as crenças indígenas como kepercayaan adat (costume) em vez de agama (religião) ou como uma variante de uma religião reconhecida. Por causa disso, seguidores dessas crenças, como kaharingan dos dayak, se identificaram como hindus para evitar a pressão para se converter ao islamismo ou ao cristianismo. Várias crenças tribais nativas, como sunda wiwitan, aluk todolo e parmalim – embora diferentes do hinduísmo balinês de influência indiana – podem buscar afiliação ao hinduísmo para sobreviver, enquanto ao mesmo tempo preservam sua distinção do hinduísmo indonésio dominante dominado pelos balineses. Em muitos casos, alguns dos seguidores dessas crenças nativas podem se converter ao cristianismo ou ao islamismo, pelo menos registrados como tal em suas identidades, embora ainda defendam e cumpram suas crenças nativas.
No entanto, "os ramos/fluxos de crenças" (em indonésio: aliran kepercayaan), incluindo novos movimentos religiosos locais, são parcialmente reconhecidos de acordo com uma decisão de 2017 do Tribunal Constitucional. Ele determina que a lei que exige que pessoas cuja 'religião não seja reconhecida', ou seguidores de religiões indígenas, deixem em branco a coluna religião nos documentos de identidade, é contrária à constituição.

## Outras religiões, crenças e ateísmo

### Judaísmo

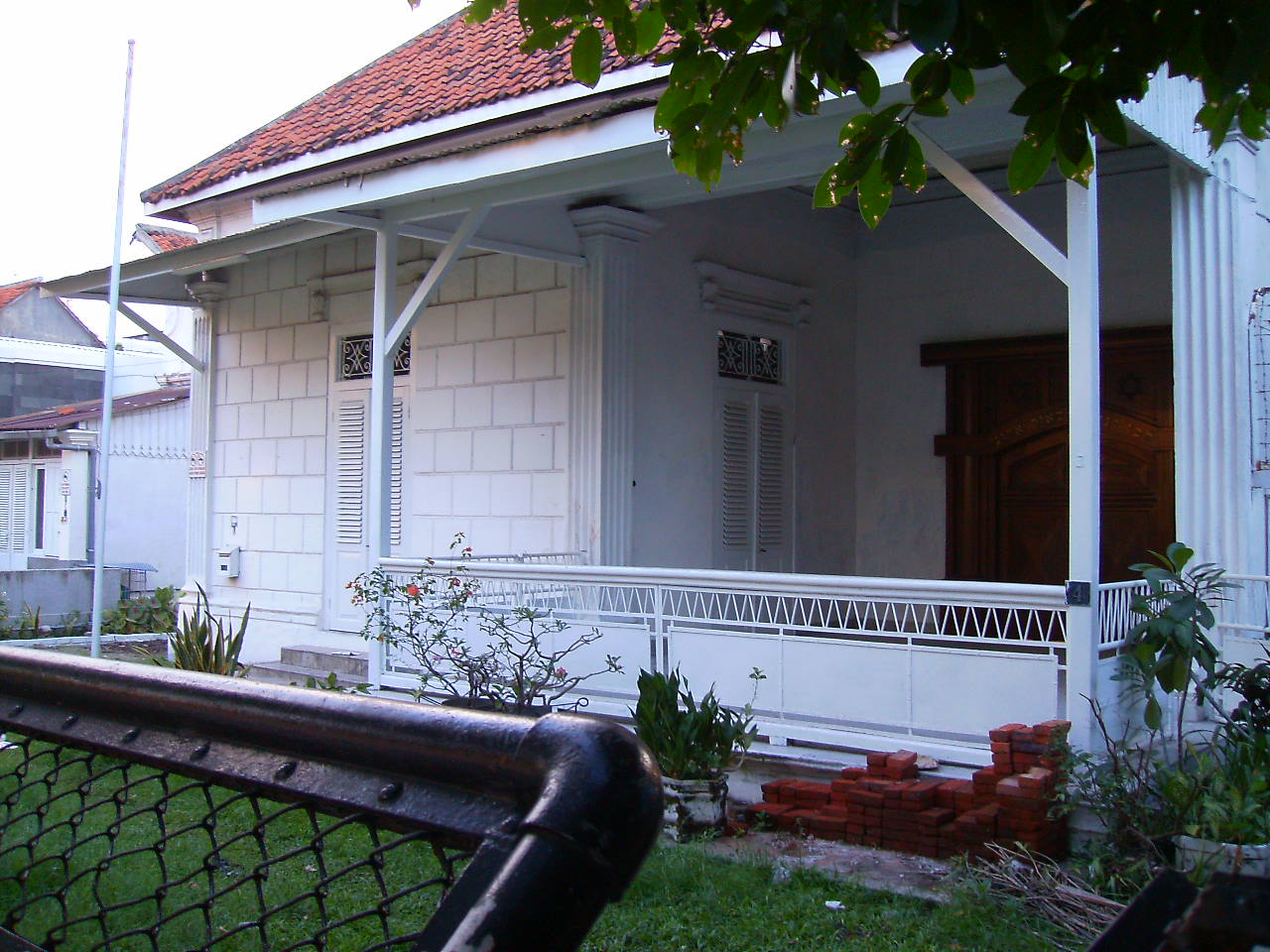
Sinagoga surabaia em 2007

O estabelecimento dos primeiros judeus sefarditas no arquipélago veio de Portugal e da Espanha no século XVII. Na década de 1850, cerca de vinte famílias judias de origem neerlandesa e alemã viviam na Batávia. Alguns viveram em Semarang e Surabaya. Vários judeus de Baghdadi também se estabeleceram. Antes de 1945, havia cerca de 2 000 judeus neerlandeses na Indonésia. Alguns judeus até se converteram ao cristianismo ou ao islamismo durante a ocupação japonesa, quando os judeus foram enviados para campos de internamento, e na Revolução Nacional da Indonésia, quando os eurasianos foram o alvo. Em 1957, foi relatado que cerca de 450 judeus permaneceram, principalmente asquenazes em Jacarta e sefarditas em Surabaya. A comunidade diminuiu para 50 em 1963 e para 20 em 1997.
A organização "Comunidade Judaica Unida da Indonésia" (UIJC) foi formada desde 2009 e inaugurada em outubro de 2010. Em 2015, o primeiro centro judaico oficial, "Beit Torat Chaim", foi inaugurado pelo Ministério de Assuntos Religiosos. Ele está localizado em Jacarta e será liderado pelo Rabino Tovia Singer.

### Fé Bahá'í
De acordo com a Associação de Arquivos de Dados de Religião na Fé Bahá'í, na Indonésia, havia 22 115 adeptos em 2005.
A comunidade está sujeita a medidas de discriminação governamental. Desde 2014, a situação melhorou na forma de planos governamentais para um possível reconhecimento (havia uma opinião errônea sobre já realizado o reconhecimento oficial do Bahá'í em 2014).

### Siquismo
A migração dos sikhs para a Indonésia começou na década de 1870 (tutores e comerciantes). Existem vários gurdwaras e escolas em Sumatra e Java, por exemplo, em Medã foi construído em 1911. Em 2015, o Conselho Supremo para a Religião Sikh na Indonésia foi fundado. Com cerca de 7 000 (ou entre 10 000 e 15 000), os sikhs não são oficialmente reconhecidos pelo governo, resultando em adeptos que se autodenominam hindus no documento de identidade.
Além do ortodoxismo, o sikhismo na Indonésia representou o movimento reformista Sikh Radha Soami Satsang Beas (RSSB).

### Jainismo
Uma pequena comunidade jainista, Jain Social Group Indonésia (JSG Indonesia), existe em Jacarta entre indonésios de origem indiana.

### Novo movimento religioso
Os mais famosos dos novos movimentos religiosos na Indonésia são a Sociedade Teosófica, o Movimento da Meditação Transcendental, o Falun Gong e originados na comunidade subud indonésia e Eden (Jamaah Alamulla).

### Ateísmo
Embora não haja uma lei específica que proíba o ateísmo, casos legais em que ateus foram acusados de blasfêmia por expressarem publicamente pontos de vista ateus levantaram a questão de saber se é de fato ilegal fazê-lo, de acordo com Pancasila. Alguns clérigos invocam o primeiro princípio Pancasila para argumentar que é ilegal, enquanto os juristas dizem que o princípio foi adotado como um compromisso entre fundadores nacionalistas seculares, muçulmanos e não muçulmanos, e não com a intenção de banir o ateísmo. No entanto, os ateus, como grupo, tendem a não expressar seu ateísmo publicamente por medo de serem processados.
Em 2012, o funcionário público Alexander Aan foi condenado a 30 meses de prisão por escrever "Deus não existe" em sua página do Facebook e compartilhar material explícito sobre o profeta Maomé online, gerando um debate nacional. Os advogados de Alexandre especularam que havia apenas cerca de 2 000 ateus na Indonésia, mas afirmaram que era difícil estimar devido à ameaça de prisão por ateísmo declarado.

## Relações interreligiosas
Embora o governo reconheça várias religiões diferentes, conflitos interreligiosos ocorreram. Durante a Nova Ordem, o presidente Suharto propôs uma lei anti-chinesa que proibia qualquer coisa relacionada à cultura chinesa, incluindo nomes e religiões. Suharto também fez um esforço para "desislamizar" o governo, mantendo uma grande proporção de cristãos em seu gabinete. No entanto, no início da década de 1990, surgiu a questão da islamização e os militares se dividiram em dois grupos, os campos nacionalista e islâmico. Este último, liderado pelo general Prabowo Subianto, era a favor da islamização, enquanto o general Wiranto era a favor de um estado laico.
Durante a Nova Ordem, o programa de transmigração continuou após ter sido iniciado pelo governo das Índias Orientais Holandesas no início do século XIX. A intenção era mover milhões de pessoas de Java, Bali e Madura superlotadas e povoadas para regiões menos populosas, como Molucas, ilhas da Sonda e Papua. Recebeu muitas críticas, sendo descrito como um tipo de colonização por javaneses e maduros que também levaram o islã a áreas não muçulmanas. Os cidadãos no oeste da Indonésia são em sua maioria muçulmanos, sendo os cristãos uma pequena minoria, enquanto nas regiões orientais as populações cristãs são semelhantes em tamanho ou maiores do que a população muçulmana. Essa distribuição populacional mais uniforme levou a mais conflitos religiosos nas regiões orientais, incluindo motins e o Conflito Sectário em Molucas, e a violência comunal que cominou na renúncia do presidente Suharto.
O governo tem feito um esforço para reduzir a tensão ao propor o plano de cooperação interreligiosa. O Ministério das Relações Exteriores, junto com a organização islâmica mais proeminente na Indonésia, Nahdatul Ulama, realizou a Conferência Internacional de Estudiosos do Islã, para promover a moderação islâmica, que supostamente reduz a tensão no país. Em 6 de dezembro de 2004, a conferência "Diálogo sobre cooperação interreligiosa: construção da comunidade e harmonia" foi aberta. O encontro, com a participação de países da ASEAN, Austrália, Timor-Leste, Nova Zelândia e Papua Nova Guiné, teve como objetivo discutir uma possível cooperação entre diferentes grupos religiosos para minimizar o conflito interreligioso na Indonésia.
No entanto, o relatório de 2010 para o Congresso dos Estados Unidos pela Comissão dos Estados Unidos sobre Liberdade Religiosa Internacional observou ataques contra as comunidades xiitas na Indonésia, particularmente em Java Oriental e Madura. Em um incidente em Madura, os moradores locais cercaram as casas xiitas e exigiram que eles desistissem das atividades religiosas, mas a multidão foi dispersada pelos líderes locais e pelo clero. Sobre a questão da comunidade ahmadi, a Indonésia falhou em agir e defender seus direitos humanos. Várias mesquitas ahmadi foram queimadas em 2008. Cerca de 126 ahmadis tornaram-se refugiados em seu próprio país nos quatro anos anteriores a 2012.
Há, no entanto, indicações de que os conflitos religiosos relacionados à construção de locais de culto têm mais a ver com interesses comerciais do que com questões religiosas. Por exemplo, a disputa sobre a Igreja Bethel Injil Sepenuh (GBIS) em Jacarta foi devido à disputa de terras que remonta a 1957, enquanto a disputa da Igreja Cristã da Indonésia (GKI) Taman Yasmin em Bogor foi devido ao plano do governo municipal de transformar a área da igreja em um distrito comercial. A Igreja Taman Yasmin em Bogor foi mantida e protegida pela Suprema Corte da Indonésia, mas o prefeito de Bogor se recusou a cumprir a decisão do tribunal. Uma forma positiva de relações também apareceu na sociedade, como o esforço de seis diferentes organizações religiosas para ajudar as vítimas do tsunami de 2004. Em 2011, o 'Conselho Interreligioso Sunita e Xiita da Indonésia' (MUHSIN) foi estabelecido.
Em 2017, o julgamento de blasfêmia de Basuki Tjahaja Purnama (Ahok) recebeu atenção internacional. Em 2016, em uma parada de campanha durante a eleição para governador da capital, Ahok afirmou que alguns cidadãos não votariam nele porque estavam sendo "ameaçados e enganados" por aqueles que usavam o versículo Al-Ma'ida 51 do Alcorão e variações dele. Depois de um professor universitário, Buni Yani, editar o vídeo com seu discurso, protestos generalizados contra ele se seguiram, culminando em sua controversa prisão em maio de 2017. O governo de Joko Widodo respondeu banindo o capítulo indonésio do Hizb ut-Tahrir. As tentativas subsequentes do governo, particularmente pela agência de inteligência do país (BIN), de conter o radicalismo foram chamadas de um ataque ao islã por algumas figuras sectárias.